# جويرية بنت أبي سفيان
جويرية بنت أبي سفيان بن حرب بن أمية القرشية. وهي الأخت الشقيقة لمعاوية بن أبي سفيان، وبنت هند بنت عتبة. تزوجها، السائب بن أَبِي حُبَيْش بن المطّلب بن أسد، ثم خلف عليها من بعده عبد الرحمن بن الحارث بن أمية بن عبد شمس (ابن عم أبيها)، ولم تلد لأي منهما. وقد شاركت مشاركة فعالة في معركة اليرموك.